# Deilephila cingulata
Deilephila cingulata är en fjärilsart som beskrevs av Bang-haas 1934. Deilephila cingulata ingår i släktet Deilephila och familjen svärmare. Inga underarter finns listade i Catalogue of Life.